# Botswana

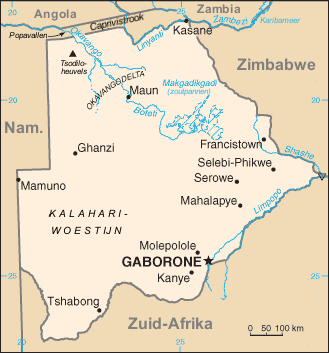
Kaart van Botswana

Botswana klimaatkaart

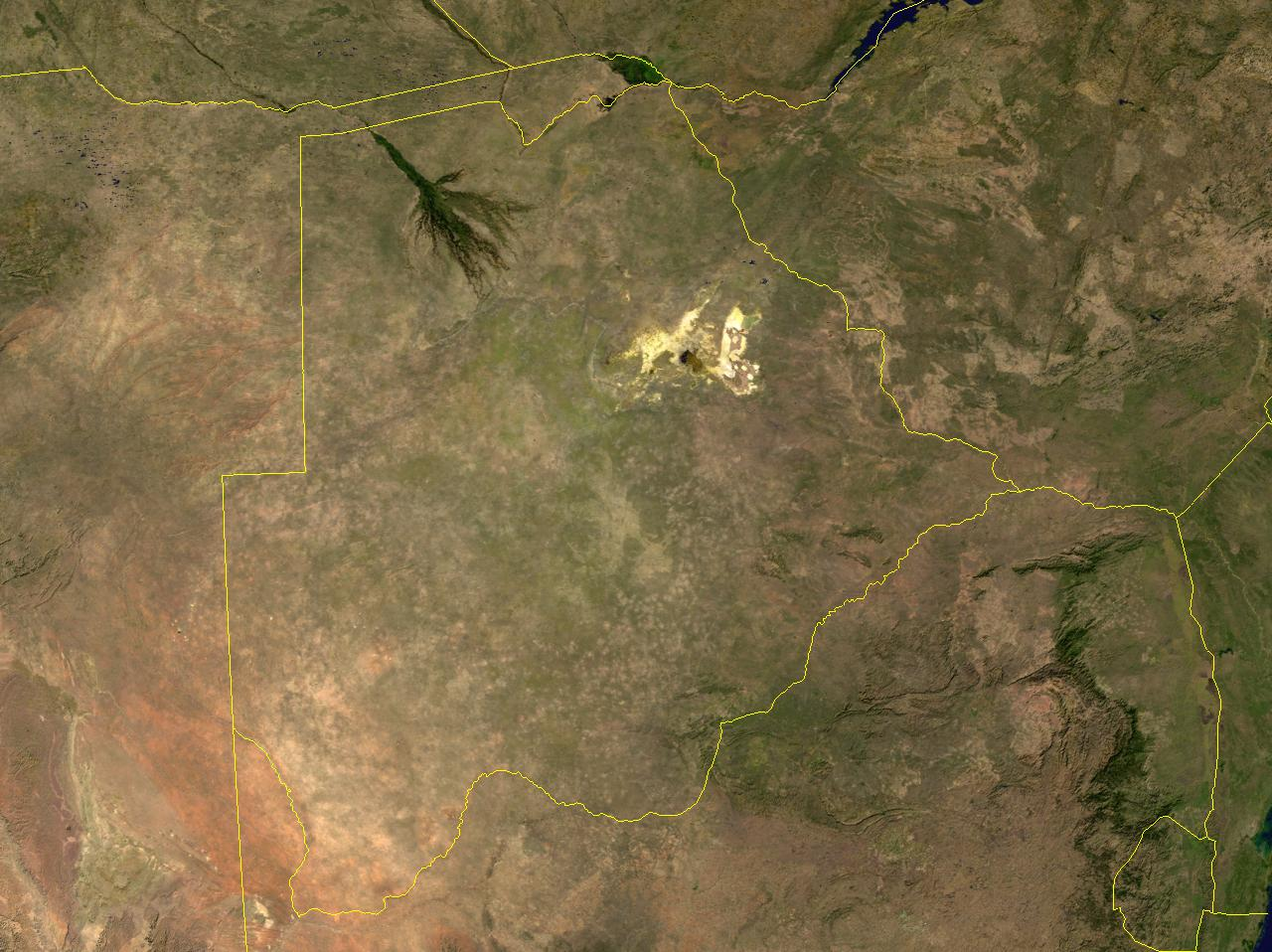
Satellietfoto Botswana

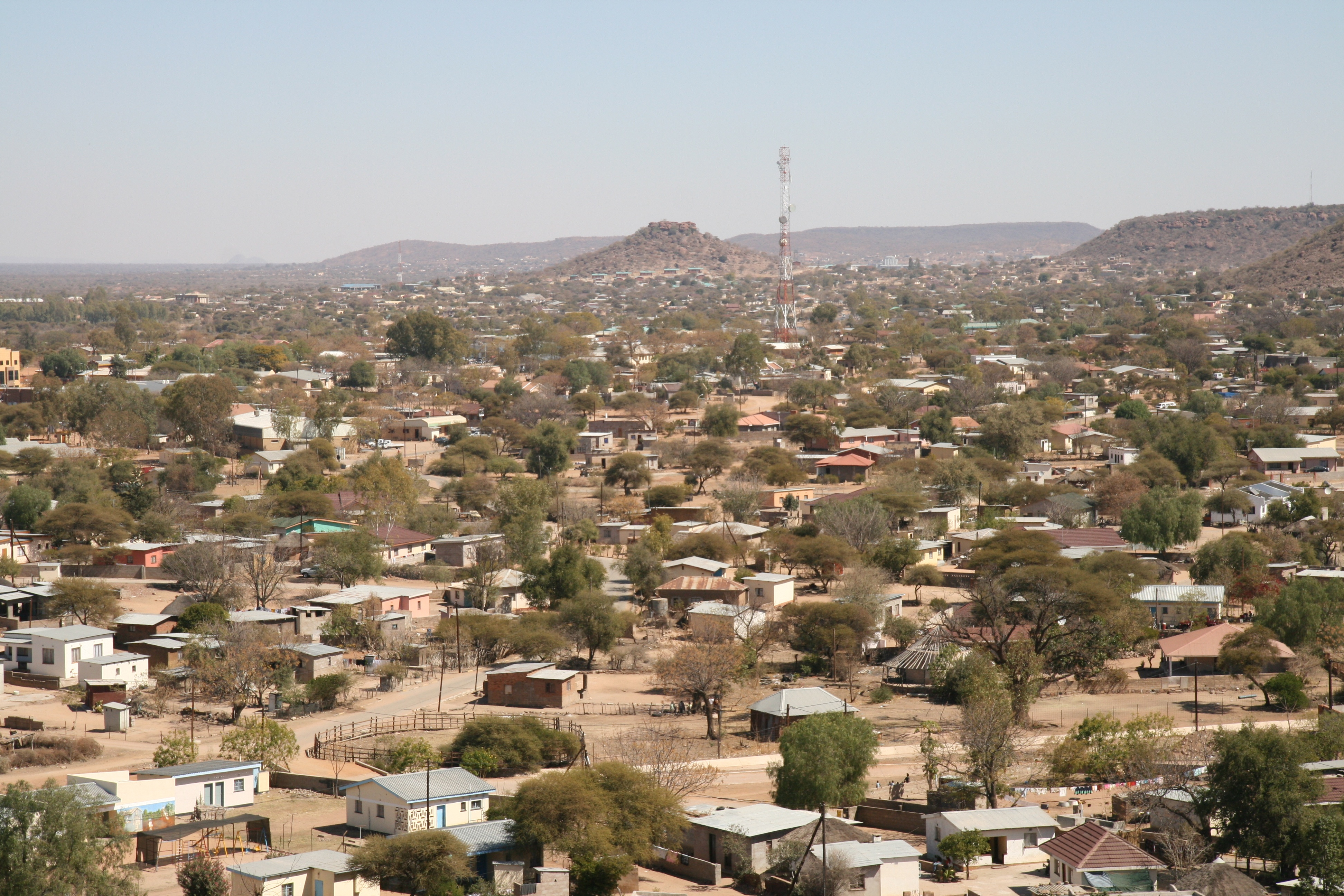
Mochudi, een van de grotere plaatsen in Botswana

Botswana, officieel de Republiek Botswana (Engels: Republic of Botswana, Tswana: Lefatshe la Botswana) is een land in het zuiden van Afrika met 2.317.233 inwoners in 2020. Het is geheel door land omgeven en grenst aan Namibië, Zambia, Zimbabwe en Zuid-Afrika. De grens met Zambia, in de Zambezi, is slechts 150 meter lang. Het vroegere Britse protectoraat Beetsjoeanaland nam de huidige naam aan bij de onafhankelijkheid in 1966. De Botswanese economie – een van de meest robuuste van Afrika – wordt gedomineerd door de diamantindustrie. De hoofdstad en grootste stad van het land is Gaborone en ligt in het zuidoosten van Botswana.

## Geschiedenis
Beetsjoeanaland kwam in 1837 onder de bescherming van de Afrikaners te staan.
Het werd in 1885 een Brits protectoraat, hetgeen het zou blijven tot 1966. In 1960 werd de Botswana Peoples Party (BPP, d.i. Botswana Volkspartij) opgericht door Motsomai Mpho en Philip Matante. In 1961 kreeg het land zelfbestuur binnen het Britse Gemenebest. In 1962 volgde de oprichting van de Botswana Democratic Party (BDP, d.i. Botswaanse Democratische Partij) van Seretse Khama en van de Botswana Independence Party (BIP, d.i. Botswana Onafhankelijkheidspartij) van Motsomai Mpho. De Botswana Democratic Party wint in 1965 de verkiezingen en Seretse Khama wordt premier. Het Botswana National Front (BNF), een sociaaldemocratische partij, wordt in datzelfde jaar door o.a. Kenneth Koma opgericht. Chief Bathoen van de Bangwaketse sluit zich intussen bij het BNF aan.
Op 30 september 1966 wordt de onafhankelijkheid uitgeroepen. Seretse Khama wordt de eerste president en de naam Beetsjoeanaland wordt officieel gewijzigd in Botswana. Het ambt van premier wordt afgeschaft. Botswana wordt nu een parlementaire democratie. De BDP (centrum/centrumrechts) is sindsdien aan de macht. De oppositie wordt gevormd door de BIP (centrum), BPP (centrum) en de BNF (centrumlinks). In 1976 ondertekent het land de gemeenschappelijke verklaring van Frontlijnstaten (Botswana, Angola, Mozambique, Zimbabwe, Malawi, Zambia en Tanzania). In 1980 overlijdt president Khama aan maagkanker en hij wordt opgevolgd door Ketumile Masire. Botswana wordt lid van de SADCC (South African Development Coordination Conference). In de jaren tachtig voert Zuid-Afrika met regelmaat kleine militaire operaties uit in Botswana om ANC- en PAC-leden op te pakken.
In 1998 volgt Festus Gontebanye Mogae de afgetreden Ketumile Masire op als president. Hij blijft tien jaar aan de macht en wordt in 2008 opgevolgd door Ian Khama (zoon van Seretse Khama), die eveneens twee presidentiële termijnen (in totaal tien jaar) dient. Mokgweetsi Masisi is van 1 april 2018 tot 1 november 2024 president, nadat hij eerder diende als vicepresident en minister. De huidige president is sinds 1 november 2024 de advocaat Duma Boko.

## Geografie
Botswana bestaat voor een groot gedeelte uit een dorre hoogvlakte (circa 1000 m hoog); in het oosten zijn heuvels. De Kalahari-woestijn strekt zich uit over het zuiden en het westen. Door het noordwesten stroomt de rivier Okavango, die uitmondt in een reusachtige binnendelta. 
Het klimaat is subtropisch, maar perioden van grote droogte komen dikwijls voor. Het grootste deel van het land heeft een steppeklimaat (BSh) en alleen in het zuidwesten en het centrum heerst een woestijnklimaat (BWh). De regenval varieert in het binnenland van minder dan 200 mm per jaar in het zuidwesten tot ongeveer 640 mm in het noorden.

## Bevolking
De bevolking is in de periode 1971-2022 bijna verviervoudigd. De groei vond met name plaats in de steden en de urbanisatiegraad steeg van 9% in 1981 naar 67% in 2022. De groei van de totale bevolking vertoont een duidelijk dalende trend, de gemiddelde groei was tussen 1971 en 1981 nog 4,7% per jaar en dit is gedaald naar 1,5% tussen 2011 en 2022. In 2022 waren er bijna 2,4 miljoen inwoners, hetgeen een bevolkingsdichtheid geeft van 4 personen/km². In 2022 was de gemiddelde leeftijd 28 jaar en de mediaan lag op 26 jaar. Slechts 6% van de bevolking is 65 jaar of ouder en 66% is jonger dan 35 jaar. Het aandeel van de beroepsbevolking, tussen de 18 jaar en 65 jaar, is zo'n 58%. In 2022 waren er 117.418 buitenlanders woonachtig in Botswana, hiervan was driekwart afkomstig uit buurland Zimbabwe.
| Jaar | Botswana (totaal) | Stedelijke bevolking | Plattelands- bevolking | Urbanisatie- graad |
| ---- | ----------------- | -------------------- | ---------------------- | ------------------ |
| 1971 | 596.900           | 54.300               | 542.600                | 9%                 |
| 1981 | 941.027           | 166.400              | 774.627                | 18%                |
| 1991 | 1.326.836         | 600.100              | 726.736                | 45%                |
| 2001 | 1.680.900         | 909.800              | 771.100                | 54%                |
| 2011 | 2.024.904         | 1.297.287            | 727.617                | 64%                |
| 2022 | 2.359.609         | 1.569.928            | 789.681                | 67%                |

De bevolking van het land bestaat hoofdzakelijk uit Tswana (79%), een etnische groep die de Bantoetaal Tswana spreekt en verdeeld is in acht belangrijke groepen. Er zijn ook kleine minderheden van Kalanga (11%), Basarwa (3%), Kgalagadi en blanken.

### Religie
In 2006 was ongeveer 70% van de bevolking christelijk. De meerderheid van de christenen belijdt het anglicanisme, methodisme of is lid van de United Congregational Church of Southern Africa. Verder zijn er kleine kerken, zoals de Nederlandse Hervormde Kerk van Botswana.

### Talen
De officiële taal van het land is het Engels, verder wordt er Mbukushu, Naro, Subiya, Tswana, Kalanga (150.000 sprekers), Afrikaans (20.000 sprekers), Herero (20.000 sprekers), Birwa (15.000 sprekers) en !Xóõ (4.000 sprekers) gesproken.

## Economie
Kleinschalige veeteelt en landbouw is voor het merendeel van de bevolking de belangrijkste bron van voedsel; vaak hebben slechts een paar mensen van een uitgebreide familie een betaalde baan, de rest zorgt voor het vee en de tuinbouwgewassen. Grootschalige veeteelt komt ook voor en de uitvoer van rundvlees en andere veeproducten is een belangrijke economische activiteit. Watertekort en het gebrek aan irrigatiefaciliteiten hebben de groei van de akkerbouw belemmerd, en slechts een klein percentage van het land is gecultiveerd.
De enige bekende mineralen in het land op het tijdstip van de onafhankelijkheid waren mangaan en enig goud en asbest. Sindsdien is er veel nikkel en koper aangetroffen, evenals zout en soda. Tevens zijn er steenkoolmijnen, evenals bronnen van antimoon, zwavel en platina. Toch zijn de drie diamantmijnen van Botswana het belangrijkste voor de economie en zij vertegenwoordigen een van de grootste diamantreserves in de wereld. De exploitatie is in handen van De Beers, waarvan Botswana mede-eigenaar (15%) is. Botswana versterkt zijn positie in de wereldhandel in diamanten, nadat De Beers in 2012 en 2013 de kwaliteitscontrole, het sorteren en de verkoop overplaatste naar Gaborone.
Hoewel de minerale rijkdom van Botswana het land tot een van de rijkste naties van zuidelijk Afrika heeft gemaakt, blijft de hoge werkloosheid een probleem. Botswana blijft zwaar afhankelijk van Zuid-Afrika vanwege zijn geheel door land omgeven positie. Veel Botswanezen vinden werk in de mijnen van Zuid-Afrika. Er zijn spoor- en wegverbindingen met Zuid-Afrika en Zimbabwe en Zuid-Afrika is de belangrijkste handelspartner voor importgoederen. De export van diamanten is veruit de grootste bron van inkomsten.
De vele wildparken trekken veel toeristen en zijn daarmee een niet te onderschatten inkomstenbron. Vooral de Okavangodelta is internationaal bekend. Hier loopt de rivier de Okavango dood in de Kalahariwoestijn waardoor een enorm groot en uniek natuurgebied is ontstaan.
Tot het begin van de wereldwijde kredietcrisis in 2008 had Botswana een van 's werelds hoogste economische groeipercentages sinds de onafhankelijkheid in 1966. Het was een van de armste landen ter wereld, maar in 2017 bedroeg het gemiddeld inkomen per hoofd van de bevolking zo’n US$ 18.000. Vanaf 2010 trad er een bescheiden economisch groeiherstel op maar de hoge groeicijfers van voorheen zijn niet bereikt. De terugval in de vraag naar diamant, maar ook water- en elektriciteitstekorten speelden een rol. In 2020 stond het land op plaats 35 van de 180 beoordeelde landen in de corruptieperceptie-index van Transparency International.
Hieronder enkele belangrijke economische gegevens:
- Munteenheid: Botswaanse pula, waarbij 1 US$ is 10,9 BWP (gemiddelde over 2020)
- BBP: US$ 41 miljard (ppp), US$ 17.767 per hoofd van de bevolking (2019)
- Verdeling BBP: landbouw 2%, industrie 28% en diensten 70% (2017)
- Inflatie: 2,7% (2019)
- Beroepsbevolking: 1,177 miljoen (2017)
- Werkloosheid: 20% (2013)
- Staatsschuld: 14% van BBP (2017)
- Export: US$ 6 miljard (2017)
- Exportproducten: diamant, koper, nikkel, vlees en textiel
- Exportpartners: België 20,3%, India 12,6%, Verenigde Arabische Emiraten 12,4% en Zuid-Afrika 11,9% (2017)
- Import: US$ 5 miljard (2017)
- Importproducten: voedsel, machines, brandstoffen en transportmiddelen
- Importpartners: Zuid-Afrika 66,1%, Canada 8,3% en Israël 5,3% (2017)
- Sir Seretse Khama International Airport is de belangrijkste internationale luchthaven
- Het land heeft geen zeekust en geen havens van betekenis

## Overheid
Botswana is een parlementaire republiek met meerdere partijen, die onder de grondwet van 1966 opereert. Het land wordt geleid door een president, die zowel staatshoofd als regeringsleider is en een termijn van vijf jaar dient. Sinds 2018 is Mokgweetsi Masisi van de Botswaanse Democratische Partij de president van Botswana, als opvolger van zijn partijgenoot Ian Khama, die vanaf 2008 tien jaar lang president was. Er is een wetgevende macht die uit twee Kamers bestaat: er is een adviserend Huis van Leiders (House of Chiefs) dat uit 15 zetels bestaat en waarin de stamhoofden van de grootste stammen zitting hebben. Daarnaast is er de Nationale Assemblée, bestaande uit 47 leden (40 gekozen, 7 benoemd door de president) met een ambtstermijn van 5 jaar.
De belangrijkste politieke partijen zijn de Botswana Democratic Party (BDP), Botswana National Front (BNF), Botswana People's Party (BPP) en de Botswana Independence Party (BIP).

### Presidenten van Botswana
- Seretse Khama 1966-1980
- Quett Masire 1980-1998
- Festus Gontebanye Mogae 1998-2008
- Ian Khama 2008-2018
- Mokgweetsi Masisi 2018-heden

### Premier van (Autonoom) Botswana
- Seretse Khama 1965-1966

### Mensenrechten & Democratie
Botswana is een zeer democratisch land en stond na Mauritius en Kaapverdië op de derde plaats van meest democratische landen van Afrika. In 2018 stond het land op plaats 28 van de Democratie Index, en was daarmee een "onvolledige democratie". Op "burgerlijke vrijheden" scoorde het 9.12 van de 10,00 te behalen punten.
In Botswana is de doodstraf in het strafrecht opgenomen, al wordt deze zelden toegepast.

## Bestuurlijke indeling
Botswana is verdeeld in districten (districts) met aan het hoofd een district administrator. Zeven steden binnen de districten vallen niet onder het districtsbestuur en hebben een eigen bestuur. Deze hebben als city of town een andere aanduiding. De districten zijn verder verdeeld in subdistricten.
De leiders (chiefs) van de diverse stammen oefenen invloed uit via de Tribal Administration. Hun macht is echter sinds 1966 sterk afgenomen maar zij genieten nog veel respect en gezag. 

## Belangrijkste bevolkingskernen
Zie voor een completer overzicht: plaatsen in Botswana.
- Gaborone
- Francistown
- Lobatse
- Maun
- Mochudi
- Serowe

- Ramotswa
- Selebi-Phikwe
- Palapye
- Jwaneng
- Mahalapye